# Semliki forest virus
Semliki forest virus (SFV) è una specie di virus a RNA a singolo filamento positivo, appartenente al genere Alphavirus, famiglia Togaviridae. Il virus è in grado di provocare una encefalite letale nei roditori. Negli esseri umani è responsabile di una patologia non grave caratterizzata da febbre ; è stato segnalato un solo caso di infezione letale da SFV in un soggetto immunodepresso.

## Storia
Il virus è stato isolato per la prima volta nel 1942 da ricercatori dell'Uganda Virus Research Institute  da zanzare nella Foresta del Semliki, in Uganda, donde il nome. Poiché si tratta di un virus relativamente poco pericoloso, è molto studiato in laboratorio sia come modello di virus a RNA in generale sia in vista di un suo possibile utilizzo terapeutico o preventivo in medicina.

## Struttura del virus

### Morfologia
Il virus della foresta Semliki è una specie di virus a RNA a singolo filamento positivo, di piccole dimensioni (70 nm di diametro), del genere Alphavirus, famiglia Togaviridae. È un virus relativamente semplice, costituito da un nucleocapside a simmetria icosaedrica (numero di triangolazione T = 4) ricoperto da una membrana lipoproteica virale originata dalla cellula ospite. Sulla superficie del pericapside appaiono prolungamenti costituiti dalle glicoproteine virali denominate E1, E2 ed E3; una quarta proteina strutturale è la proteina C del capside.

### Genoma
Il genoma è costituito da un singolo filamento positivo di RNA di circa 11500 nucleotidi. L'estremità 5' porta un cappuccio di 7-metil-7-metil-guanosina metilata e l'estremità 3' una coda poliadenilata. Vengono sintetizzati nel citoplasma della cellula ospite due lunghi polipeptide che sono poi tagliati in frammenti per formare singole proteine intermedie o mature. Si ha dapprima la traduzione dell'estremità 5', che codifica per le proteine funzionali nsP1, nsP2, nsP3 ed nsP4. Le proteine strutturali sono codificate in un terzo del genoma nei pressi dell'estremità 3' e sono tradotte da mRNA subgenomici generati dopo iniziazione di un promoter localizzato nel filamento complementare negativo.